# Méral

Méral este o comună în departamentul Mayenne, Franța. În 2009 avea o populație de 1,100 de locuitori.